# Noiembrie 2018
Acest articol este generat integral pe baza informațiilor din articolul 2018 și este actualizat periodic de un robot.
 Editările făcute în articol vor fi șterse la următoarea actualizare! Dacă doriți să faceți modificări, editați articolul-sursă.

ianuarie -
februarie -
martie -
aprilie -
mai -
iunie -
iulie -
august -
septembrie -
octombrie -
noiembrie -
decembrie
Noiembrie 2018 a fost a unsprezecea lună a anului și a început într-o zi de joi.

## Evenimente

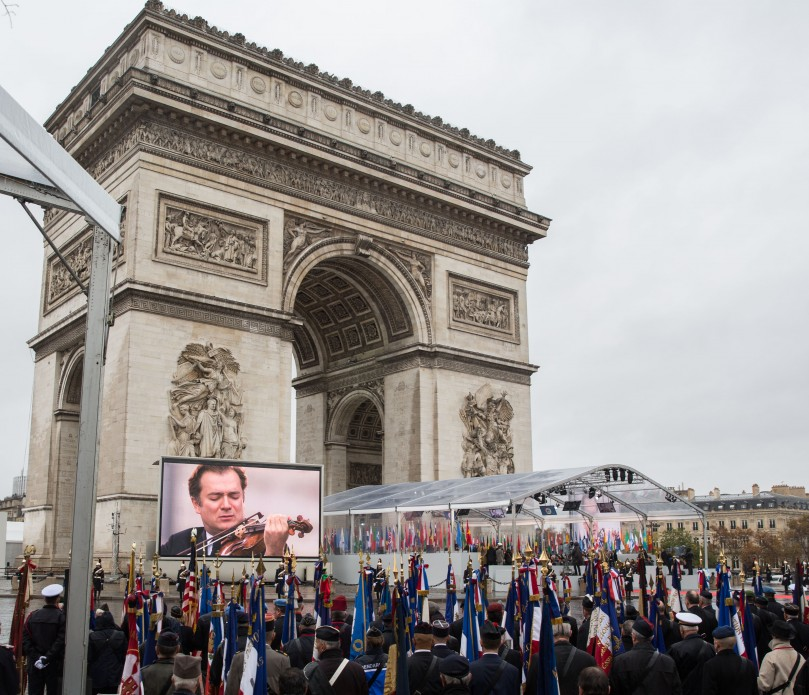
11 noiembrie: Comemorare centenară de la terminarea Primului Război Mondial (1914–1918), Paris, Arcul de Triumf.

- 4 noiembrie: Noua Caledonie, teritoriu francez din Pacificul de Sud, a votat "NU" pentru independența față de Franța cu 56,4% din voturile exprimate.[1]
- 6 noiembrie: La Lisabona are loc deschiderea "Web Summit", cel mai important congres dedicat noilor tehnologii din Europa. Sunt așteptați aproximativ 70.000 de vizitatori, reprezentanți și vorbitori și vor fi prezente marile companii Amazon, Apple, Google, Microsoft, Mozilla, Netflix, Shell, SAP, Facebook, Tinder, Nintendo, etc.[2]
- 7 noiembrie: Jayne Svenungsson anunță că pleacă de la Academia Suedeză, persoana care acordă Premiul Nobel pentru Literatură. Ea este cea de-a opta persoană dintr-un grup exclusivist care a renunțat după mai multe scandaluri de abuz sexual și crimă financiară.
- 11 noiembrie: Se împlinesc 100 de ani de la terminarea Primului Război Mondial (1914-1918). La Paris a avut loc o ceremonie de comemorare și o paradă militară pe Champs-Élysées la care au participat, printre alții, președintele american Donald Trump și președintele rus Vladimir Putin. Șaptezeci de șefi de stat și de guvern au convenit să participe la Forumul de pace de la Paris.
- 13 noiembrie: Parlamentul European a adoptat rezoluția privind statul de drept din România, cu 473 voturi "pentru", 151 "împotrivă" și 40 abțineri. Eurodeputații au fost nemulțumiți de modificările aduse legilor Justiției și Codurilor penale. De asemenea, textul "condamnă intervenția violentă și disproporționată a poliției în timpul protestelor de la București din august 2018" și recomandă autorităților române "să se opună măsurilor care ar duce la dezincriminarea corupției în rândul funcționarilor de stat și să aplice strategia națională anticorupție".[3]
- 14 noiembrie: Prim-ministru Theresa May anunță aprobarea acordului privind termenii retragerii Marii Britanii din Uniunea Europeană de către guvern, deși mulți deputați conservatori și de opoziție și-au exprimat o puternică dezaprobare. După 29 martie 2019, Regatul Unit va rămâne în continuare membru al Uniunii vamale europene (EUCU), iar Irlanda de Nord va rămâne pe piața unică europeană.[4][5]
- 14 noiembrie: Tensiuni în Guvernul din Israel, în urma armistițiului încheiat cu organizația islamistă Hamas. Avigdor Lieberman, ministrul israelian al Apărării și-a dat demisia.
- 16 noiembrie: La  Conferința generală de metrologie de la Versailles, Franța, s-a decis o nouă definire a unităților SI, de exemplu, kilogramul, amperul etc. Acum ele sunt definite în întregime de constante fizice și nu mai sunt dependente de nici un obiect fizic, așa cum a fost cazul pentru kilogram.[6]
- 25 noiembrie: Într-un summit extraordinar desfășurat la Bruxelles, liderii celor 27 de state membre ale Uniunii Europene (fără Marea Britanie) au aprobat acordul privind retragerea Marii Britanii din Uniunea Europeană.
- 25 noiembrie: Peste 40.000 de oameni au participat la sfințirea Catedrala Mântuirii Neamului Românesc din București.
- 25 noiembrie: Rusia și Ucraina se acuză reciproc că au încălcat legile maritime internaționale, după ce autoritățile ruse au încercat să oprească două nave de luptă și un remorcher din Ucraina să navigheze în jurul Crimeei în drumul spre un port ucrainean. A doua zi, Ucraina declară legea marțială în mai multe regiuni ale acesteia.
- 26 noiembrie: Landerul robotic InSight al NASA a amartizat cu succes pe planeta Marte, la Elysium Planitia, pentru a studia geologia planetei roșii.[7]

## Decese
- 2 noiembrie: Constantin Popescu, 90 ani, handbalist și antrenor român (n. 1928)
- 5 noiembrie: Alexandru Vișinescu, 93 ani, torționar comunist român (n. 1925)
- 6 noiembrie: Hugh McDowell, 65 ani, interpret englez la violoncel (n. 1953)[8]
- 6 noiembrie: Dave Morgan, 74 ani, pilot englez de Formula 1 (n. 1944)
- 7 noiembrie: Christopher Lehmann-Haupt, 84 ani, jurnalist, redactor, critic literar și romancier american (n. 1934)
- 11 noiembrie: Shakti Gawain, 70 ani, autoare de literatură americană (n. 1948)
- 12 noiembrie: Stan Lee (n. Stanley Martin Lieber), 95 ani, scriitor de benzi desenate, redactor, actor, producător, personalitate de televiziune și editor american de origine evreiască (n. 1922)
- 14 noiembrie: Rolf Hoppe, 87 ani, actor, german de film și teatru (n. 1930)
- 14 noiembrie: Fernando del Paso, 83 ani, scriitor și poet mexican (n. 1935)
- 14 noiembrie: Simona Patraulea, 87 ani, prezentatoare TV, română (n. 1931)
- 14 noiembrie: Sorin Vieru, 84 ani, filosof și publicist român (n. 1934)
- 16 noiembrie: William Goldman, 87 ani, romancier, scenarist și dramaturg american (n. 1931)
- 18 noiembrie: Mihnea Constantinescu, 56 ani, diplomat român (n. 1961)
- 19 noiembrie: Witold Sobociński, 89 ani, operator de film, polonez (n. 1929)
- 20 noiembrie: Aaron Klug, 92 ani, chimist britanic de etnie lituaniană și evreiască, laureat al Premiului Nobel (1982), (n. 1926)
- 20 noiembrie: Anton Tauf, 72 ani, actor, regizor și profesor român (n. 1946)
- 21 noiembrie: Vasile Mihalachi, 70 ani, politician român (n. 1947)
- 23 noiembrie: Bujor Hălmăgeanu, 77 ani, fotbalist și antrenor român (n. 1941)
- 23 noiembrie: Nicolas Roeg (Nicolas Jack Roeg), 90 ani, regizor de film, englez (n. 1928)
- 25 noiembrie: Randolph Lewis Braham, 95 ani, istoric american de etnie română (n. 1922)
- 26 noiembrie: Bernardo Bertolucci, 77 ani, regizor și scenarist de film, italian (n. 1941)
- 26 noiembrie: Stephen Hillenburg (Stephen McDannell Hillenburg), 57 ani, animator american (n. 1961)
- 27 noiembrie: Călin Ghibu, 79 ani, actor și director de imagine de film, român (n. 1939)
- 28 noiembrie: Thomas J. J. Altizer (Thomas Jonathan Jackson Altizer), 91 ani, teolog radical american (n. 1927)
- 30 noiembrie: George H. W. Bush (George Herbert Walker Bush), 94 ani, politician american, vicepreședinte (1981–1989), președinte al SUA (1989–1993), (n. 1924)
- 30 noiembrie: Victor Gyözö Hajdu, 89 ani, demnitar comunist român de etnie maghiară (n. 1929)